# Eleições autárquicas de 2017 em Aveiro
As eleições autárquicas de 2017 serviram para eleger os diferentes órgãos do poder local autárquico do concelho de Aveiro.
A coligação PSD-CDS-PPM, com Ribau Esteves como candidato (autarca desde 2013), reforçou a sua maioria na vereação e mantendo o controlo da Câmara de Aveiro.
O Partido Socialista, apesar de uma subida expressiva dos votos em relação a 2013, manteve os mesmos 3 vereadores que detinha anteriormente.

## Listas e Candidatos
| Lista | Lista                          | Candidato                |
| ----- | ------------------------------ | ------------------------ |
|       | PSD-CDS-PPM                    | Ribau Esteves            |
|       | Partido Socialista             | Manuel Oliveira de Sousa |
|       | Bloco de Esquerda              | Nelson Peralta           |
|       | Coligação Democrática Unitária | Miguel Viegas            |
|       | Pessoas–Animais–Natureza       | Jorge Morais             |

## Resultados Oficiais
Os resultados nas eleições autárquicas de 2017 no concelho de Aveiro para os diferentes órgãos do poder local foram os seguintes:

### Câmara Municipal
| Partido                 | Partido                        | Votos  | %               | +/-  | Vereadores | +/-     |
| ----------------------- | ------------------------------ | ------ | --------------- | ---- | ---------- | ------- |
|                         | PSD-CDS-PPM                    | 16 787 | 48,52 / 100,00  | 0,11 | 6 / 9      | 1       |
|                         | Partido Socialista             | 10 716 | 30,97 / 100,00  | 6,58 | 3 / 9      | Estável |
|                         | Bloco de Esquerda              | 2 357  | 6,81 / 100,00   | 2,83 | 0 / 9      | Estável |
|                         | Coligação Democrática Unitária | 1 398  | 4,04 / 100,00   | 0,37 | 0 / 9      | Estável |
|                         | Pessoas–Animais–Natureza       | 1 139  | 3,29 / 100,00   | -    | 0 / 9      | -       |
| Votos Inválidos         | Votos Inválidos                | 2 200  | 6,36 / 100,00   | 1,80 |            |         |
| Total                   | Total                          | 34 597 | 100,00 / 100,00 |      | 9 / 9      |         |
| Eleitorado/Participação | Eleitorado/Participação        | 70 482 | 49,09 / 100,00  | 0,14 |            |         |

### Assembleia Municipal
| Partido                 | Partido                        | Votos  | %               | +/-  | Deputados | +/-     |
| ----------------------- | ------------------------------ | ------ | --------------- | ---- | --------- | ------- |
|                         | PSD-CDS-PPM                    | 15 454 | 44,66 / 100,00  | 0,97 | 14 / 27   | Estável |
|                         | Partido Socialista             | 10 894 | 31,48 / 100,00  | 6,83 | 9 / 27    | 1       |
|                         | Bloco de Esquerda              | 2 895  | 8,37 / 100,00   | 2,73 | 2 / 27    | 1       |
|                         | Coligação Democrática Unitária | 1 531  | 4,42 / 100,00   | 0,80 | 1 / 27    | Estável |
|                         | Pessoas–Animais–Natureza       | 1 508  | 4,36 / 100,00   | -    | 1 / 27    | -       |
| Votos Inválidos         | Votos Inválidos                | 2 322  | 6,71 / 100,00   | 2,99 |           |         |
| Total                   | Total                          | 34 604 | 100,00 / 100,00 |      | 27 / 27   |         |
| Eleitorado/Participação | Eleitorado/Participação        | 70 482 | 49,10 / 100,00  | 0,17 |           |         |

### Juntas de Freguesia
| Partido                 | Partido                        | Votos  | %               | +/-   | Presidentes | +/-     | Mandatos  | +/- |
| ----------------------- | ------------------------------ | ------ | --------------- | ----- | ----------- | ------- | --------- | --- |
|                         | PSD-CDS-PPM                    | 15 802 | 45,68 / 100,00  | 5,21  | 8 / 10      | 1       | 61 / 112  | 5   |
|                         | Partido Socialista             | 11 519 | 33,30 / 100,00  | 5,72  | 2 / 10      | Estável | 42 / 112  | 6   |
|                         | Bloco de Esquerda              | 2 844  | 8,22 / 100,00   | 3,80  | 0 / 10      | Estável | 5 / 112   | 4   |
|                         | Coligação Democrática Unitária | 1 515  | 4,38 / 100,00   | 0,17  | 0 / 10      | Estável | 3 / 112   | 1   |
|                         | Grupo de Cidadãos              | 428    | 1,24 / 100,00   | 12,33 | 0 / 10      | 1       | 1 / 112   | 16  |
| Votos Inválidos         | Votos Inválidos                | 2 483  | 7,18 / 100,00   | 2,04  |             |         |           |     |
| Total                   | Total                          | 34 591 | 100,00 / 100,00 |       | 10 / 10     |         | 112 / 112 |     |
| Eleitorado/Participação | Eleitorado/Participação        | 70 482 | 49,08 / 100,00  | 0,13  |             |         |           |     |

## Resultados por Freguesia

### Câmara Municipal
| Freguesia                                 | %             | %     | %    | %     | %    | Votantes |
| Freguesia                                 | PSD- CDS- PPM | PS    | BE   | CDU   | PAN  | Votantes |
| ----------------------------------------- | ------------- | ----- | ---- | ----- | ---- | -------- |
| Aradas                                    | 54,99         | 27,44 | 5,99 | 2,25  | 3,74 | 3 775    |
| Cacia                                     | 49,29         | 32,40 | 6,86 | 3,13  | 2,55 | 3 222    |
| Eixo e Eirol                              | 42,44         | 40,39 | 5,29 | 2,70  | 2,95 | 2 778    |
| Esgueira                                  | 43,23         | 35,44 | 6,83 | 5,08  | 3,48 | 5 626    |
| Glória e Vera Cruz                        | 44,95         | 29,97 | 8,87 | 5,72  | 3,77 | 8 701    |
| Oliveirinha                               | 62,47         | 21,51 | 4,48 | 2,62  | 2,72 | 2 097    |
| Requeixo, Nossa Senhora de Fátima e Nariz | 59,00         | 25,80 | 4,84 | 1,74  | 1,40 | 2 066    |
| Santa Joana                               | 47,14         | 33,00 | 6,30 | 3,35  | 3,64 | 3 458    |
| São Bernardo                              | 54,33         | 25,24 | 6,47 | 2,87  | 3,60 | 2 334    |
| São Jacinto                               | 32,22         | 36,67 | 8,15 | 14,63 | 2,59 | 540      |
| Aveiro                                    | 48,52         | 30,97 | 6,81 | 4,04  | 3,29 | 34 597   |

#### Aradas
| Partido                 | Partido                        | Votos | %               | +/-  |
| ----------------------- | ------------------------------ | ----- | --------------- | ---- |
|                         | PSD-CDS-PPM                    | 2 076 | 54,99 / 100,00  | 0,27 |
|                         | Partido Socialista             | 1 036 | 27,44 / 100,00  | 6,86 |
|                         | Bloco de Esquerda              | 226   | 5,99 / 100,00   | 3,00 |
|                         | Pessoas–Animais–Natureza       | 141   | 3,74 / 100,00   | -    |
|                         | Coligação Democrática Unitária | 85    | 2,25 / 100,00   | 0,25 |
| Votos Inválidos         | Votos Inválidos                | 211   | 5,59 / 100,00   | 2,61 |
| Total                   | Total                          | 3 775 | 100,00 / 100,00 |      |
| Eleitorado/Participação | Eleitorado/Participação        | 8 220 | 45,92 / 100,00  | 0,20 |

#### Cacia
| Partido                 | Partido                        | Votos | %               | +/-   |
| ----------------------- | ------------------------------ | ----- | --------------- | ----- |
|                         | PSD-CDS-PPM                    | 1 588 | 49,29 / 100,00  | 6,82  |
|                         | Partido Socialista             | 1 044 | 32,40 / 100,00  | 12,10 |
|                         | Bloco de Esquerda              | 221   | 6,86 / 100,00   | 3,45  |
|                         | Coligação Democrática Unitária | 101   | 3,13 / 100,00   | 0,41  |
|                         | Pessoas–Animais–Natureza       | 82    | 2,55 / 100,00   | -     |
| Votos Inválidos         | Votos Inválidos                | 186   | 5,77 / 100,00   | 3,57  |
| Total                   | Total                          | 3 222 | 100,00 / 100,00 |       |
| Eleitorado/Participação | Eleitorado/Participação        | 6 247 | 51,58 / 100,00  | 3,15  |

#### Eixo e Eirol
| Partido                 | Partido                        | Votos | %               | +/-  |
| ----------------------- | ------------------------------ | ----- | --------------- | ---- |
|                         | PSD-CDS-PPM                    | 1 179 | 42,44 / 100,00  | 3,02 |
|                         | Partido Socialista             | 1 122 | 40,39 / 100,00  | 4,03 |
|                         | Bloco de Esquerda              | 147   | 5,29 / 100,00   | 1,00 |
|                         | Pessoas–Animais–Natureza       | 82    | 2,95 / 100,00   | -    |
|                         | Coligação Democrática Unitária | 75    | 2,70 / 100,00   | 0,25 |
| Votos Inválidos         | Votos Inválidos                | 173   | 6,23 / 100,00   | 3,72 |
| Total                   | Total                          | 2 778 | 100,00 / 100,00 |      |
| Eleitorado/Participação | Eleitorado/Participação        | 5 521 | 50,32 / 100,00  | 1,42 |

#### Esgueira
| Partido                 | Partido                        | Votos  | %               | +/-  |
| ----------------------- | ------------------------------ | ------ | --------------- | ---- |
|                         | PSD-CDS-PPM                    | 2 432  | 43,23 / 100,00  | 1,68 |
|                         | Partido Socialista             | 1 994  | 35,44 / 100,00  | 7,64 |
|                         | Bloco de Esquerda              | 384    | 6,83 / 100,00   | 1,81 |
|                         | Coligação Democrática Unitária | 286    | 5,08 / 100,00   | 0,23 |
|                         | Pessoas–Animais–Natureza       | 196    | 3,48 / 100,00   | -    |
| Votos Inválidos         | Votos Inválidos                | 334    | 5,94 / 100,00   | 2,17 |
| Total                   | Total                          | 5 626  | 100,00 / 100,00 |      |
| Eleitorado/Participação | Eleitorado/Participação        | 11 794 | 47,70 / 100,00  | 2,33 |

#### Glória e Vera Cruz
| Partido                 | Partido                        | Votos  | %               | +/-  |
| ----------------------- | ------------------------------ | ------ | --------------- | ---- |
|                         | PSD-CDS-PPM                    | 3 911  | 44,95 / 100,00  | 0,66 |
|                         | Partido Socialista             | 2 608  | 29,97 / 100,00  | 1,98 |
|                         | Bloco de Esquerda              | 772    | 8,77 / 100,00   | 3,15 |
|                         | Coligação Democrática Unitária | 498    | 5,72 / 100,00   | 0,60 |
|                         | Pessoas–Animais–Natureza       | 328    | 3,77 / 100,00   | -    |
| Votos Inválidos         | Votos Inválidos                | 584    | 6,71 / 100,00   | 1,25 |
| Total                   | Total                          | 8 701  | 100,00 / 100,00 |      |
| Eleitorado/Participação | Eleitorado/Participação        | 17 819 | 48,83 / 100,00  | 0,37 |

#### Oliveirinha
| Partido                 | Partido                        | Votos | %               | +/-  |
| ----------------------- | ------------------------------ | ----- | --------------- | ---- |
|                         | PSD-CDS-PPM                    | 1 310 | 62,47 / 100,00  | 3,83 |
|                         | Partido Socialista             | 451   | 21,51 / 100,00  | 6,31 |
|                         | Bloco de Esquerda              | 94    | 4,48 / 100,00   | 1,95 |
|                         | Pessoas–Animais–Natureza       | 57    | 2,72 / 100,00   | -    |
|                         | Coligação Democrática Unitária | 55    | 2,62 / 100,00   | 0,76 |
| Votos Inválidos         | Votos Inválidos                | 130   | 6,20 / 100,00   | 2,31 |
| Total                   | Total                          | 2 097 | 100,00 / 100,00 |      |
| Eleitorado/Participação | Eleitorado/Participação        | 4 185 | 50,11 / 100,00  | 0,23 |

#### Requeixo, Nossa Senhora de Fátima e Nariz
| Partido                 | Partido                        | Votos | %               | +/-   |
| ----------------------- | ------------------------------ | ----- | --------------- | ----- |
|                         | PSD-CDS-PPM                    | 1 219 | 59,00 / 100,00  | 2,69  |
|                         | Partido Socialista             | 533   | 25,80 / 100,00  | 12,33 |
|                         | Bloco de Esquerda              | 100   | 4,84 / 100,00   | 2,71  |
|                         | Pessoas–Animais–Natureza       | 36    | 1,74 / 100,00   | -     |
|                         | Coligação Democrática Unitária | 29    | 1,40 / 100,00   | 0,38  |
| Votos Inválidos         | Votos Inválidos                | 149   | 7,21 / 100,00   | 0,43  |
| Total                   | Total                          | 2 066 | 100,00 / 100,00 |       |
| Eleitorado/Participação | Eleitorado/Participação        | 4 054 | 50,96 / 100,00  | 2,42  |

#### Santa Joana
| Partido                 | Partido                        | Votos | %               | +/-  |
| ----------------------- | ------------------------------ | ----- | --------------- | ---- |
|                         | PSD-CDS-PPM                    | 1 630 | 47,14 / 100,00  | 5,36 |
|                         | Partido Socialista             | 1 141 | 33,00 / 100,00  | 7,43 |
|                         | Bloco de Esquerda              | 218   | 6,30 / 100,00   | 3,55 |
|                         | Pessoas–Animais–Natureza       | 126   | 3,64 / 100,00   | -    |
|                         | Coligação Democrática Unitária | 116   | 3,35 / 100,00   | 0,03 |
| Votos Inválidos         | Votos Inválidos                | 227   | 6,56 / 100,00   | 1,51 |
| Total                   | Total                          | 3 458 | 100,00 / 100,00 |      |
| Eleitorado/Participação | Eleitorado/Participação        | 7 308 | 47,32 / 100,00  | 2,50 |

#### São Bernardo
| Partido                 | Partido                        | Votos | %               | +/-   |
| ----------------------- | ------------------------------ | ----- | --------------- | ----- |
|                         | PSD-CDS-PPM                    | 1 268 | 54,33 / 100,00  | 16,71 |
|                         | Partido Socialista             | 589   | 25,24 / 100,00  | 8,38  |
|                         | Bloco de Esquerda              | 151   | 6,47 / 100,00   | 3,06  |
|                         | Pessoas–Animais–Natureza       | 84    | 3,60 / 100,00   | -     |
|                         | Coligação Democrática Unitária | 67    | 2,87 / 100,00   | 0,38  |
| Votos Inválidos         | Votos Inválidos                | 175   | 7,50 / 100,00   | 1,59  |
| Total                   | Total                          | 2 334 | 100,00 / 100,00 |       |
| Eleitorado/Participação | Eleitorado/Participação        | 4 460 | 52,33 / 100,00  | 2,31  |

#### São Jacinto
| Partido                 | Partido                        | Votos | %               | +/-   |
| ----------------------- | ------------------------------ | ----- | --------------- | ----- |
|                         | Partido Socialista             | 198   | 36,67 / 100,00  | 4,48  |
|                         | PSD-CDS-PPM                    | 174   | 32,22 / 100,00  | 11,44 |
|                         | Coligação Democrática Unitária | 79    | 14,63 / 100,00  | 11,38 |
|                         | Bloco de Esquerda              | 44    | 8,15 / 100,00   | 6,95  |
|                         | Pessoas–Animais–Natureza       | 14    | 2,59 / 100,00   | -     |
| Votos Inválidos         | Votos Inválidos                | 31    | 5,74 / 100,00   | 2,29  |
| Total                   | Total                          | 540   | 100,00 / 100,00 |       |
| Eleitorado/Participação | Eleitorado/Participação        | 874   | 61,78 / 100,00  | 0,11  |

### Assembleia Municipal
| Freguesia                                 | %             | %     | %     | %     | %    | Votantes |
| Freguesia                                 | PSD- CDS- PPM | PS    | BE    | CDU   | PAN  | Votantes |
| ----------------------------------------- | ------------- | ----- | ----- | ----- | ---- | -------- |
| Aradas                                    | 49,54         | 28,90 | 7,28  | 3,15  | 4,98 | 3 775    |
| Cacia                                     | 45,81         | 32,81 | 8,38  | 3,45  | 3,20 | 3 222    |
| Eixo e Eirol                              | 38,16         | 41,97 | 6,30  | 2,95  | 3,74 | 2 778    |
| Esgueira                                  | 39,48         | 35,99 | 8,21  | 5,17  | 4,82 | 5 626    |
| Glória e Vera Cruz                        | 40,20         | 30,92 | 11,13 | 5,96  | 5,19 | 8 710    |
| Oliveirinha                               | 59,47         | 22,17 | 6,10  | 2,43  | 3,24 | 2 097    |
| Requeixo, Nossa Senhora de Fátima e Nariz | 57,68         | 24,31 | 6,05  | 2,47  | 1,84 | 2 065    |
| Santa Joana                               | 44,17         | 32,77 | 7,69  | 3,91  | 4,54 | 3 457    |
| São Bernardo                              | 51,59         | 23,99 | 7,93  | 3,43  | 4,88 | 2 334    |
| São Jacinto                               | 29,07         | 37,41 | 7,41  | 17,04 | 2,41 | 540      |
| Aveiro                                    | 44,66         | 31,48 | 8,37  | 4,42  | 4,36 | 34 604   |

#### Aradas
| Partido                 | Partido                        | Votos | %               | +/-  |
| ----------------------- | ------------------------------ | ----- | --------------- | ---- |
|                         | PSD-CDS-PPM                    | 1 870 | 49,54 / 100,00  | 1,60 |
|                         | Partido Socialista             | 1 091 | 28,90 / 100,00  | 6,51 |
|                         | Bloco de Esquerda              | 275   | 7,28 / 100,00   | 2,98 |
|                         | Pessoas–Animais–Natureza       | 188   | 4,98 / 100,00   | -    |
|                         | Coligação Democrática Unitária | 119   | 3,15 / 100,00   | 0,75 |
| Votos Inválidos         | Votos Inválidos                | 232   | 6,14 / 100,00   | 4,26 |
| Total                   | Total                          | 3 775 | 100,00 / 100,00 |      |
| Eleitorado/Participação | Eleitorado/Participação        | 8 220 | 45,92 / 100,00  | 0,22 |

#### Cacia
| Partido                 | Partido                        | Votos | %               | +/-   |
| ----------------------- | ------------------------------ | ----- | --------------- | ----- |
|                         | PSD-CDS-PPM                    | 1 476 | 45,81 / 100,00  | 4,50  |
|                         | Partido Socialista             | 1 057 | 32,81 / 100,00  | 11,47 |
|                         | Bloco de Esquerda              | 270   | 8,38 / 100,00   | 2,57  |
|                         | Coligação Democrática Unitária | 111   | 3,45 / 100,00   | 1,90  |
|                         | Pessoas–Animais–Natureza       | 103   | 3,20 / 100,00   | -     |
| Votos Inválidos         | Votos Inválidos                | 205   | 6,36 / 100,00   | 4,25  |
| Total                   | Total                          | 3 222 | 100,00 / 100,00 |       |
| Eleitorado/Participação | Eleitorado/Participação        | 6 247 | 51,58 / 100,00  | 3,15  |

#### Eixo e Eirol
| Partido                 | Partido                        | Votos | %               | +/-  |
| ----------------------- | ------------------------------ | ----- | --------------- | ---- |
|                         | Partido Socialista             | 1 166 | 41,97 / 100,00  | 6,29 |
|                         | PSD-CDS-PPM                    | 1 060 | 38,16 / 100,00  | 2,06 |
|                         | Bloco de Esquerda              | 175   | 6,30 / 100,00   | 1,26 |
|                         | Pessoas–Animais–Natureza       | 104   | 3,74 / 100,00   | -    |
|                         | Coligação Democrática Unitária | 82    | 2,95 / 100,00   | 1,45 |
| Votos Inválidos         | Votos Inválidos                | 191   | 6,87 / 100,00   | 2,43 |
| Total                   | Total                          | 2 778 | 100,00 / 100,00 |      |
| Eleitorado/Participação | Eleitorado/Participação        | 5 521 | 50,32 / 100,00  | 1,42 |

#### Esgueira
| Partido                 | Partido                        | Votos  | %               | +/-  |
| ----------------------- | ------------------------------ | ------ | --------------- | ---- |
|                         | PSD-CDS-PPM                    | 2 221  | 39,48 / 100,00  | 0,39 |
|                         | Partido Socialista             | 2 025  | 35,99 / 100,00  | 7,61 |
|                         | Bloco de Esquerda              | 462    | 8,21 / 100,00   | 1,77 |
|                         | Coligação Democrática Unitária | 291    | 5,17 / 100,00   | 2,37 |
|                         | Pessoas–Animais–Natureza       | 271    | 4,82 / 100,00   | -    |
| Votos Inválidos         | Votos Inválidos                | 356    | 6,33 / 100,00   | 3,57 |
| Total                   | Total                          | 5 626  | 100,00 / 100,00 |      |
| Eleitorado/Participação | Eleitorado/Participação        | 11 794 | 47,70 / 100,00  | 2,34 |

#### Glória e Vera Cruz
| Partido                 | Partido                        | Votos  | %               | +/-  |
| ----------------------- | ------------------------------ | ------ | --------------- | ---- |
|                         | PSD-CDS-PPM                    | 3 501  | 40,20 / 100,00  | 0,57 |
|                         | Partido Socialista             | 2 693  | 30,92 / 100,00  | 4,25 |
|                         | Bloco de Esquerda              | 969    | 11,13 / 100,00  | 2,71 |
|                         | Coligação Democrática Unitária | 519    | 5,96 / 100,00   | 1,11 |
|                         | Pessoas–Animais–Natureza       | 452    | 5,19 / 100,00   | -    |
| Votos Inválidos         | Votos Inválidos                | 576    | 6,61 / 100,00   | 2,82 |
| Total                   | Total                          | 8 710  | 100,00 / 100,00 |      |
| Eleitorado/Participação | Eleitorado/Participação        | 17 819 | 48,88 / 100,00  | 0,26 |

#### Oliveirinha
| Partido                 | Partido                        | Votos | %               | +/-  |
| ----------------------- | ------------------------------ | ----- | --------------- | ---- |
|                         | PSD-CDS-PPM                    | 1 247 | 59,47 / 100,00  | 3,14 |
|                         | Partido Socialista             | 465   | 22,17 / 100,00  | 7,15 |
|                         | Bloco de Esquerda              | 128   | 6,10 / 100,00   | 2,53 |
|                         | Pessoas–Animais–Natureza       | 68    | 3,24 / 100,00   | -    |
|                         | Coligação Democrática Unitária | 51    | 2,43 / 100,00   | 0,10 |
| Votos Inválidos         | Votos Inválidos                | 138   | 6,58 / 100,00   | 2,65 |
| Total                   | Total                          | 2 097 | 100,00 / 100,00 |      |
| Eleitorado/Participação | Eleitorado/Participação        | 4 185 | 50,11 / 100,00  | 0,23 |

#### Requeixo, Nossa Senhora de Fátima e Nariz
| Partido                 | Partido                        | Votos | %               | +/-   |
| ----------------------- | ------------------------------ | ----- | --------------- | ----- |
|                         | PSD-CDS-PPM                    | 1 191 | 57,68 / 100,00  | 3,55  |
|                         | Partido Socialista             | 502   | 24,31 / 100,00  | 10,71 |
|                         | Bloco de Esquerda              | 125   | 6,05 / 100,00   | 3,74  |
|                         | Coligação Democrática Unitária | 51    | 2,47 / 100,00   | 1,45  |
|                         | Pessoas–Animais–Natureza       | 38    | 1,84 / 100,00   | -     |
| Votos Inválidos         | Votos Inválidos                | 158   | 7,65 / 100,00   | 1,33  |
| Total                   | Total                          | 2 065 | 100,00 / 100,00 |       |
| Eleitorado/Participação | Eleitorado/Participação        | 4 054 | 50,94 / 100,00  | 2,44  |

#### Santa Joana
| Partido                 | Partido                        | Votos | %               | +/-  |
| ----------------------- | ------------------------------ | ----- | --------------- | ---- |
|                         | PSD-CDS-PPM                    | 1 527 | 44,17 / 100,00  | 3,36 |
|                         | Partido Socialista             | 1 133 | 32,77 / 100,00  | 6,44 |
|                         | Bloco de Esquerda              | 266   | 7,69 / 100,00   | 3,07 |
|                         | Pessoas–Animais–Natureza       | 157   | 4,54 / 100,00   | -    |
|                         | Coligação Democrática Unitária | 135   | 3,91 / 100,00   | 0,84 |
| Votos Inválidos         | Votos Inválidos                | 239   | 6,91 / 100,00   | 2,49 |
| Total                   | Total                          | 3 457 | 100,00 / 100,00 |      |
| Eleitorado/Participação | Eleitorado/Participação        | 7 308 | 47,30 / 100,00  | 2,52 |

#### São Bernardo
| Partido                 | Partido                        | Votos | %               | +/-   |
| ----------------------- | ------------------------------ | ----- | --------------- | ----- |
|                         | PSD-CDS-PPM                    | 1 204 | 51,59 / 100,00  | 19,36 |
|                         | Partido Socialista             | 560   | 23,99 / 100,00  | 5,47  |
|                         | Bloco de Esquerda              | 185   | 7,93 / 100,00   | 3,82  |
|                         | Pessoas–Animais–Natureza       | 114   | 4,88 / 100,00   | -     |
|                         | Coligação Democrática Unitária | 80    | 3,43 / 100,00   | 0,27  |
| Votos Inválidos         | Votos Inválidos                | 191   | 8,18 / 100,00   | 4,07  |
| Total                   | Total                          | 2 334 | 100,00 / 100,00 |       |
| Eleitorado/Participação | Eleitorado/Participação        | 4 460 | 52,33 / 100,00  | 2,31  |

#### São Jacinto
| Partido                 | Partido                        | Votos | %               | +/-   |
| ----------------------- | ------------------------------ | ----- | --------------- | ----- |
|                         | Partido Socialista             | 202   | 37,41 / 100,00  | 0,94  |
|                         | PSD-CDS-PPM                    | 157   | 29,07 / 100,00  | 6,20  |
|                         | Coligação Democrática Unitária | 92    | 17,04 / 100,00  | 12,59 |
|                         | Bloco de Esquerda              | 40    | 7,41 / 100,00   | 5,70  |
|                         | Pessoas–Animais–Natureza       | 13    | 2,41 / 100,00   | -     |
| Votos Inválidos         | Votos Inválidos                | 36    | 6,67 / 100,00   | 2,39  |
| Total                   | Total                          | 540   | 100,00 / 100,00 |       |
| Eleitorado/Participação | Eleitorado/Participação        | 874   | 61,78 / 100,00  | 0,11  |

### Juntas de Freguesia

#### Aradas
| Partido                 | Partido                        | Votos | %               | +/-  | Mandatos | +/-     |
| ----------------------- | ------------------------------ | ----- | --------------- | ---- | -------- | ------- |
|                         | PSD-CDS-PPM                    | 1 607 | 42,57 / 100,00  | 5,10 | 7 / 13   | 1       |
|                         | Partido Socialista             | 1 158 | 30,68 / 100,00  | 1,21 | 5 / 13   | Estável |
|                         | Unidos por Aradas              | 428   | 11,34 / 100,00  | Novo | 1 / 13   | Novo    |
|                         | Bloco de Esquerda              | 221   | 5,85 / 100,00   | 2,66 | 0 / 13   | Estável |
|                         | Coligação Democrática Unitária | 99    | 2,62 / 100,00   | 0,73 | 0 / 13   | Estável |
| Votos Inválidos         | Votos Inválidos                | 262   | 6,94 / 100,00   | 4,34 |          |         |
| Total                   | Total                          | 3 775 | 100,00 / 100,00 |      | 13 / 13  |         |
| Eleitorado/Participação | Eleitorado/Participação        | 8 220 | 45,92 / 100,00  | 0,21 |          |         |

#### Cacia
| Partido                 | Partido                        | Votos | %               | +/-   | Mandatos | +/-     |
| ----------------------- | ------------------------------ | ----- | --------------- | ----- | -------- | ------- |
|                         | PSD-CDS-PPM                    | 1 492 | 46,31 / 100,00  | 11,20 | 7 / 13   | 3       |
|                         | Partido Socialista             | 1 149 | 35,66 / 100,00  | 16,43 | 5 / 13   | 2       |
|                         | Bloco de Esquerda              | 252   | 7,82 / 100,00   | 2,79  | 1 / 13   | 1       |
|                         | Coligação Democrática Unitária | 112   | 3,48 / 100,00   | 0,64  | 0 / 13   | Estável |
| Votos Inválidos         | Votos Inválidos                | 217   | 6,74 / 100,00   | 1,92  |          |         |
| Total                   | Total                          | 3 222 | 100,00 / 100,00 |       | 13 / 13  |         |
| Eleitorado/Participação | Eleitorado/Participação        | 6 247 | 51,58 / 100,00  | 3,15  |          |         |

#### Eixo e Eirol
| Partido                 | Partido                        | Votos | %               | +/-   | Mandatos | +/-     |
| ----------------------- | ------------------------------ | ----- | --------------- | ----- | -------- | ------- |
|                         | Partido Socialista             | 1 455 | 52,38 / 100,00  | 12,55 | 8 / 13   | 2       |
|                         | PSD-CDS-PPM                    | 869   | 31,28 / 100,00  | 1,49  | 4 / 13   | 1       |
|                         | Bloco de Esquerda              | 180   | 6,48 / 100,00   | 2,08  | 1 / 13   | 1       |
|                         | Coligação Democrática Unitária | 67    | 2,41 / 100,00   | 1,77  | 0 / 13   | Estável |
| Votos Inválidos         | Votos Inválidos                | 207   | 7,45 / 100,00   | 1,36  |          |         |
| Total                   | Total                          | 2 778 | 100,00 / 100,00 |       | 13 / 13  |         |
| Eleitorado/Participação | Eleitorado/Participação        | 5 521 | 50,32 / 100,00  | 1,42  |          |         |

#### Esgueira
| Partido                 | Partido                        | Votos  | %               | +/-  | Mandatos | +/-     |
| ----------------------- | ------------------------------ | ------ | --------------- | ---- | -------- | ------- |
|                         | PSD-CDS-PPM                    | 2 306  | 40,99 / 100,00  | 6,62 | 6 / 13   | Estável |
|                         | Partido Socialista             | 2 232  | 39,67 / 100,00  | 7,28 | 6 / 13   | 1       |
|                         | Bloco de Esquerda              | 427    | 7,59 / 100,00   | 2,32 | 1 / 13   | 1       |
|                         | Coligação Democrática Unitária | 283    | 5,03 / 100,00   | 1,91 | 0 / 13   | 1       |
| Votos Inválidos         | Votos Inválidos                | 378    | 6,72 / 100,00   | 2,41 |          |         |
| Total                   | Total                          | 5 626  | 100,00 / 100,00 |      | 13 / 13  |         |
| Eleitorado/Participação | Eleitorado/Participação        | 11 794 | 47,70 / 100,00  | 2,33 |          |         |

#### Glória e Vera Cruz
| Partido                 | Partido                        | Votos  | %               | +/-  | Mandatos | +/-     |
| ----------------------- | ------------------------------ | ------ | --------------- | ---- | -------- | ------- |
|                         | PSD-CDS-PPM                    | 3 820  | 43,90 / 100,00  | 4,79 | 7 / 13   | 1       |
|                         | Partido Socialista             | 2 640  | 30,34 / 100,00  | 0,29 | 4 / 13   | Estável |
|                         | Bloco de Esquerda              | 1 045  | 12,01 / 100,00  | 5,42 | 1 / 13   | Estável |
|                         | Coligação Democrática Unitária | 530    | 6,09 / 100,00   | 0,05 | 1 / 13   | Estável |
| Votos Inválidos         | Votos Inválidos                | 667    | 7,67 / 100,00   | 1,75 |          |         |
| Total                   | Total                          | 8 702  | 100,00 / 100,00 |      | 13 / 13  |         |
| Eleitorado/Participação | Eleitorado/Participação        | 17 819 | 48,84 / 100,00  | 0,16 |          |         |

#### Oliveirinha
| Partido                 | Partido                        | Votos | %               | +/-  | Mandatos | +/-     |
| ----------------------- | ------------------------------ | ----- | --------------- | ---- | -------- | ------- |
|                         | PSD-CDS-PPM                    | 1 319 | 62,90 / 100,00  | 8,47 | 7 / 9    | 1       |
|                         | Partido Socialista             | 477   | 22,75 / 100,00  | 5,74 | 2 / 9    | Estável |
|                         | Bloco de Esquerda              | 109   | 5,20 / 100,00   | 3,07 | 0 / 9    | Estável |
|                         | Coligação Democrática Unitária | 51    | 2,43 / 100,00   | 0,67 | 0 / 9    | Estável |
| Votos Inválidos         | Votos Inválidos                | 141   | 6,73 / 100,00   | 1,41 |          |         |
| Total                   | Total                          | 2 097 | 100,00 / 100,00 |      | 9 / 9    |         |
| Eleitorado/Participação | Eleitorado/Participação        | 4 185 | 50,11 / 100,00  | 0,23 |          |         |

#### Requeixo, Nossa Senhora de Fátima e Nariz
| Partido                 | Partido                        | Votos | %               | +/-   | Mandatos | +/-     |
| ----------------------- | ------------------------------ | ----- | --------------- | ----- | -------- | ------- |
|                         | PSD-CDS-PPM                    | 1 244 | 60,27 / 100,00  | 10,23 | 7 / 9    | 2       |
|                         | Partido Socialista             | 475   | 23,01 / 100,00  | 9,14  | 2 / 9    | 1       |
|                         | Bloco de Esquerda              | 131   | 6,35 / 100,00   | 4,35  | 0 / 9    | Estável |
|                         | Coligação Democrática Unitária | 53    | 2,57 / 100,00   | 1,46  | 0 / 9    | Estável |
| Votos Inválidos         | Votos Inválidos                | 161   | 7,80 / 100,00   | 0,02  |          |         |
| Total                   | Total                          | 2 064 | 100,00 / 100,00 |       | 9 / 9    |         |
| Eleitorado/Participação | Eleitorado/Participação        | 4 054 | 50,91 / 100,00  | 3,49  |          |         |

#### Santa Joana
| Partido                 | Partido                        | Votos | %               | +/-  | Mandatos | +/-     |
| ----------------------- | ------------------------------ | ----- | --------------- | ---- | -------- | ------- |
|                         | PSD-CDS-PPM                    | 1 653 | 47,87 / 100,00  | 0,15 | 7 / 13   | 1       |
|                         | Partido Socialista             | 1 182 | 34,23 / 100,00  | 3,80 | 5 / 13   | Estável |
|                         | Bloco de Esquerda              | 256   | 7,41 / 100,00   | 4,30 | 1 / 13   | 1       |
|                         | Coligação Democrática Unitária | 137   | 3,97 / 100,00   | 0,24 | 0 / 13   | Estável |
| Votos Inválidos         | Votos Inválidos                | 225   | 6,52 / 100,00   | 2,77 |          |         |
| Total                   | Total                          | 3 453 | 100,00 / 100,00 |      | 13 / 13  |         |
| Eleitorado/Participação | Eleitorado/Participação        | 7 308 | 47,25 / 100,00  | 2,57 |          |         |

#### São Bernardo
| Partido                 | Partido                        | Votos | %               | +/-   | Mandatos | +/-     |
| ----------------------- | ------------------------------ | ----- | --------------- | ----- | -------- | ------- |
|                         | PSD-CDS-PPM                    | 1 338 | 57,33 / 100,00  | 34,07 | 7 / 9    | 5       |
|                         | Partido Socialista             | 553   | 23,69 / 100,00  | 6,25  | 2 / 9    | Estável |
|                         | Bloco de Esquerda              | 177   | 7,58 / 100,00   | 4,09  | 0 / 9    | Estável |
|                         | Coligação Democrática Unitária | 69    | 2,96 / 100,00   | 0,03  | 0 / 9    | Estável |
| Votos Inválidos         | Votos Inválidos                | 197   | 8,45 / 100,00   | 1,69  |          |         |
| Total                   | Total                          | 2 334 | 100,00 / 100,00 |       | 9 / 9    |         |
| Eleitorado/Participação | Eleitorado/Participação        | 4 460 | 52,33 / 100,00  | 2,31  |          |         |

#### São Jacinto
| Partido                 | Partido                        | Votos | %               | +/-   | Mandatos | +/-     |
| ----------------------- | ------------------------------ | ----- | --------------- | ----- | -------- | ------- |
|                         | Partido Socialista             | 198   | 36,67 / 100,00  | 4,08  | 3 / 7    | Estável |
|                         | PSD-CDS-PPM                    | 154   | 28,52 / 100,00  | 2,66  | 2 / 7    | Estável |
|                         | Coligação Democrática Unitária | 114   | 21,11 / 100,00  | 17,17 | 2 / 7    | 2       |
|                         | Bloco de Esquerda              | 46    | 8,52 / 100,00   | -     | 0 / 7    | -       |
| Votos Inválidos         | Votos Inválidos                | 28    | 5,19 / 100,00   | 1,08  |          |         |
| Total                   | Total                          | 540   | 100,00 / 100,00 |       | 7 / 7    |         |
| Eleitorado/Participação | Eleitorado/Participação        | 874   | 61,78 / 100,00  | 0,11  |          |         |

| Freguesia                                 | 2013-2017 | 2013-2017          | 2013-2017      | 2017-2021 | 2017-2021          | 2017-2021      |
| ----------------------------------------- | --------- | ------------------ | -------------- | --------- | ------------------ | -------------- |
| Aradas                                    |           | PSD-CDS-PPM        | 37,47 / 100,00 |           | PSD-CDS-PPM        | 42,57 / 100,00 |
| Cacia                                     |           | PSD-CDS-PPM        | 57,51 / 100,00 |           | PSD-CDS-PPM        | 46,31 / 100,00 |
| Eixo e Eirol                              |           | Partido Socialista | 39,83 / 100,00 |           | Partido Socialista | 52,38 / 100,00 |
| Esgueira                                  |           | PSD-CDS-PPM        | 34,37 / 100,00 |           | PSD-CDS-PPM        | 40,99 / 100,00 |
| Glória e Vera Cruz                        |           | PSD-CDS-PPM        | 39,11 / 100,00 |           | PSD-CDS-PPM        | 43,90 / 100,00 |
| Oliveirinha                               |           | PSD-CDS-PPM        | 54,43 / 100,00 |           | PSD-CDS-PPM        | 62,90 / 100,00 |
| Requeixo, Nossa Senhora de Fátima e Nariz |           | PSD-CDS-PPM        | 50,04 / 100,00 |           | PSD-CDS-PPM        | 60,27 / 100,00 |
| Santa Joana                               |           | PSD-CDS-PPM        | 48,02 / 100,00 |           | PSD-CDS-PPM        | 47,87 / 100,00 |
| São Bernardo                              |           | Grupo de Cidadãos  | 42,69 / 100,00 |           | PSD-CDS-PPM        | 57,33 / 100,00 |
| São Jacinto                               |           | Partido Socialista | 40,75 / 100,00 |           | Partido Socialista | 36,67 / 100,00 |